# Ga Si Nut MRT

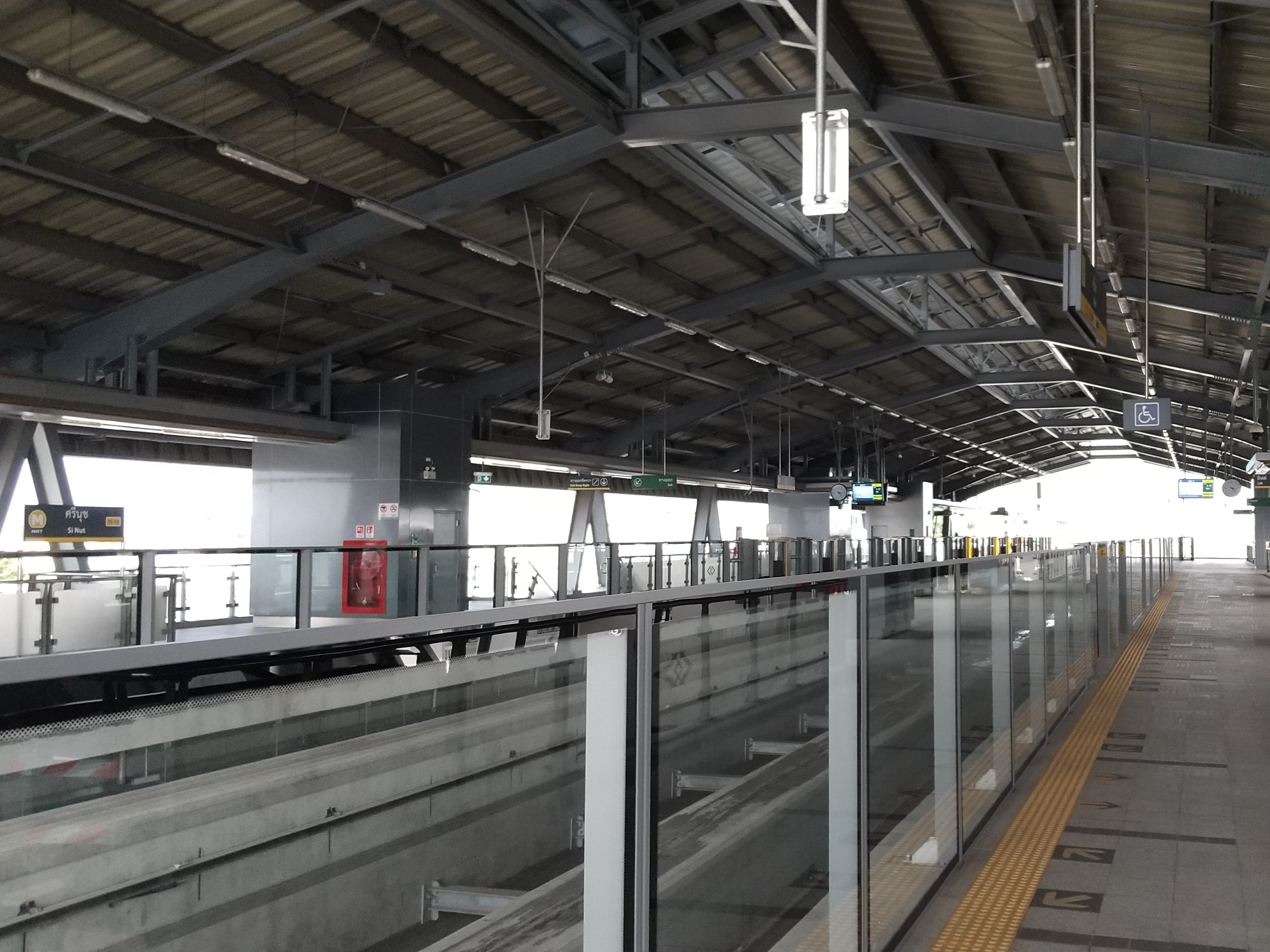
Ke ga

Ga Si Nut (tiếng Thái: สถานีศรีนุช, phát âm [sā.tʰǎː.nīː sǐː nút]) là một ga Bangkok MRT trên Tuyến Vàng. Là một ga trên Đường Srinagarindra tại quận Suan Luang, Băng Cốc và nó là tên ghép của Đường Srinagarindra và On Nut, tại nút giao nhà ga này. Nhà ga có bốn lối vào. Nó được mở cửa ngày 12 tháng 6 năm 2023 như một phần chạy thử nghiệm giữa Hua Mak và Phawana.

## Bố trí ga
| U3 | Ke ga, cửa sẽ mở phía bên trái | Ke ga, cửa sẽ mở phía bên trái                 |
| U3 | Ke ga 1                        | Tuyến Vàng hướng đi Samrong (Srinagarindra 38) |
| U3 | Ke ga 2                        | Tuyến Vàng hướng đi Lat Phrao (Kalantan)       |
| U3 | Ke ga, cửa sẽ mở phía bên trái |                                                |
| U2 | Hành lang                      | Lối thoát 1-4, máy bán vé                      |
| G  | -                              | Trạm xe buýt                                   |